# Grigol Peradse

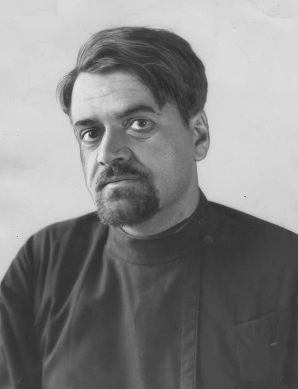
Grigol Peradse

Grigol Peradse (auch Gregor Peradse georgisch გრიგოლ ფერაძე; * 13. September 1899 in Bakurziche, Kachetien, Georgien; † 6. Dezember 1942 im KZ Auschwitz-Birkenau) war ein georgischer orthodoxer Theologe, Orientalist und Priestermönch. Im deutsch besetzten Polen kooperierte er mit dem Widerstand, half verfolgten Juden. Im Konzentrationslager ging er für einen Mithäftling in die Gaskammer. Von Christen wird er als heiliger Märtyrer verehrt.

## Leben
Er wurde als Sohn des Georgiers und orthodoxen Priesters Romanos Peradse († 1905) und seiner Gattin Mariam Samadalašvili († 1932) in der ostgeorgischen Region Kachetien (bis 1918 Teil des Kaiserreichs Russland) geboren. 1913 schloss er die Schule ab, besuchte bis 1918 das von der Russischen Orthodoxen Kirche betriebene Theologische Seminar in Tiflis. Anschließend studierte er Literatur und Geschichte an der neubegründeten Staatlichen Universität Tiflis, absolvierte parallel eine Grundausbildung in der Armee der Demokratischen Republik Georgien und lehrte an einer Dorfschule in Manawi.
1921 erhielt er auf Empfehlung des Oberhaupts der wiederbegründeten Georgischen Orthodoxen Kirche, Katholikos-Patriarch Ambrosius I., ein Stipendium der Deutschen Orient-Mission (DOM) und wechselte nach Berlin, wo er Deutsch, Hebräisch und Griechisch lernte. 1922 immatrikulierte er sich an der Friedrich-Wilhelms-Universität Berlin, studierte Theologie bei Adolf von Harnack und vor allem Karl Holl sowie orientalische Sprachen bei Carl Brockelmann. 1925 ging er auf Empfehlung von Johannes Lepsius an die Universität Bonn, wo er sein Studium bei Heinrich Goussen, Anton Baumstark und Paul Kahle fortsetzte. Nach Fertigstellung seiner Doktorarbeit besuchte er die Bollandisten in Brüssel, die Katholische Universität Löwen und das British Museum in London. Am 17. Dezember 1927 wurde er mit der Doktorarbeit Die Anfänge des Mönchtums in Georgien in Bonn offiziell promoviert, anschließend Hilfslektor für Orientalistik sowie Lektor für (Alt-)Georgisch und (Alt-)Armenisch, nicht aber Privatdozent, an der Universität Bonn. Auf dem Fünften Deutschen Orientalistentag in Bonn 1928 hielt er einen bahnbrechenden Vortrag »Zur vorbyzantinischen Liturgie Georgiens«, näherhin zu deren Bedeutung für die Erforschung der altkirchlichen Liturgie Jerusalems und Palaestinas. 
1929 wurde in Paris die St.-Nino-Gemeinde gegründet, die einzige georgisch-orthodoxe Kirchengemeinde außerhalb Georgiens, doch umständebedingt organisatorisch dem Ökumenischen Patriarchat von Konstantinopel angehörend. Die Gemeinde bestand aus den Mitgliedern der Exilregierung der Demokratischen Republik Georgien sowie antisowjetischen Regimegegnern, die 1921 und 1924 die Heimat verlassen mussten. 1931 wurde Peradse durch den griechisch-orthodoxen Bischof für Westeuropa, Metropolit Germanos (Strinopoulos) von Thyateira, zum Mönch und Priester geweiht und übernahm als Seelsorger die Pariser St.-Nino-Gemeinde. Dort gab er bis 1934 das Jahrbuch Dschwari Wasisa: La Croix de Sainte Nino heraus.
1933 berief ihn die Polnisch-Orthodoxe Kirche als behelfsmäßigen Professor für Patristik an die staatliche Orthodoxe Theologische Universität in Warschau. 1934 ernannte ihn das Ökumenische Patriarchat aufgrund seiner wissenschaftlichen und geistlichen Leistungen zum Archimandriten mit dem Recht, eine Mitra zu tragen. Peradse unternahm Forschungsreisen nach Rumänien, Griechenland, Bulgarien, Palästina, Syrien, Italien und Österreich, entdeckte und veröffentlichte bislang unbekannte alt-georgische Manuskripte.
Nach der deutschen Besetzung Polens 1939 wurden Peradses theologische Seminare in Warschau suspendiert. Er unterstützte den polnischen Widerstand, half verfolgten Juden und Georgiern. Exilgeorgier, die den Nationalsozialisten nahestanden, zeigten ihn bei der Besatzungsmacht an. Im Mai 1942 wurde er von der Gestapo verhaftet und in das Warschauer Gefängnis Pawiak gesperrt. Polens orthodoxe Kirche setzte sich vergeblich für seine Freilassung ein.
Im November 1942 wurde er in das KZ Auschwitz-Birkenau verbracht. Dort starb er kaum einen Monat später. Über seinen Tod gibt es zwei Darstellungen: Nach einer starb er, weil die SS Hunde auf ihn gehetzt hatte, nach einer anderen, für die es einen überlebenden Mithäftling als Zeugen gibt, weil er für einen anderen Gefangenen in die Gaskammer ging.

## Heiligsprechung
1995 wurde Peradse von der Georgischen Orthodoxen Kirche und der Polnisch-Orthodoxen Kirche heiliggesprochen und erhielt den Ehrennamen Heiliger Priestermärtyrer Grigol. Auch im Ökumenischen Patriarchat wird er als Heiliger verehrt. Eine Wandmalerei in der griechisch-orthodoxen Kirche „Johannes der Täufer“ in Brühl bei Bonn zeigt sein Bild in Lebensgröße.

## Werke (Auswahl)

### Monographien
- Die Anfänge des Mönchtums in Georgien. Tempelverlag, Potsdam 1927 (Teildruck der Dissertation);
- Liturgia sancti et omnilaudati Apostoli Petri. In: H. W. Codrington: The Liturgy of Saint Peter (Liturgiegeschichtliche Quellen und Forschungen 30). Aschendorff, Münster i. W. 1936, 156-163;
- Religia Szoty Rustaweliego. In: G. Nakasidze: Szota Rustaweli. Warszawa 1937;
- Im Dienste der georgischen Kultur (1926-1940) (autobiographischer Aufsatz für den Sammelband Aus der Welt des Ostens, der jedoch unveröffentlicht blieb; unkorrigierte Druckfahnen in Warschau erhalten, nach diesen 1999 wie folgt publiziert:)
- Im Dienste der georgischen Kultur (1926-1940). Einleitung von Hubert Kaufhold. In: Oriens Christianus 83 (1999) 193-225.

### Aufsätze
- Die georgische Kirche unter dem Bolschewismus. In: Der Orient. 4 (1922), S. 33–37.
- Über das georgische Mönchtum. In: Internationale Kirchliche Zeitschrift. 16 (1926), S. 152–168.
- Die Ausbildungszeit unseres georgischen Theologen in Deutschland. In: Der Orient. 8 (1926), S. 80–83.
- Die altgeorgische Literatur und ihre Probleme. In: Oriens Christianus. 3 (1927), S. 205–222.
- L'activité littéraire des moines géorgiens au monastère d’Iviron au Mont Athos. In: Revue d’Histoire Ecclésiastique. 23 (1927), S. 530–539.
- Rede Dr Gregor Peradses (Georgische Kirche) auf der Konferenz zu Lausanne. In: Der Orient. 9 (1927), S. 108–109.
- Die altchristliche Literatur in der georgischen Überlieferung. In: Oriens Christianus. 25/26 (1928/29) – 30 (1933) in mehreren Abschnitten.
- Zur vorbyzantinischen Liturgie Georgiens. In: Le Muséon. 42 (1929), S. 90–99.
- Skizzen zur Kulturgeschichte Georgiens. In: Der Orient. 12 (1930), S. 45–52.
- Die Probleme der georgischen Evangelienüberlieferung. In: Zeitschrift für die Neutestamentliche Wissenschaft und die Kunde der Älteren Kirche. 29 (1930), S. 304–309.
- Die Lehre der zwölf Apostel aus der georgischen Überlieferung. In: Zeitschrift für die neutestamentliche Wissenschaft und die Kunde der älteren Kirche. 31 (1932), S. 111–116.
- Georgian Manuscripts in England. In: Georgica. 1,1 (1935), S. 80–88
- Ein Dokument aus der mittelalterlichen Liturgiegeschichte Georgiens: Unterweisung unseres hl. Vaters Ekhwthime Mthazmideli. In: Kyrios. 1 (1936), S. 74–79
- Die Einflüsse der georgischen Kultur auf die Kultur der Balkanvölker. In: Der Orient. 18 (1936), S. 1–9
- Orientalisches Mönchtum. In: Der christliche Orient in Vergangenheit und Gegenwart. 1 (1936), S. 20–23
- Das geistige Leben im heutigen Sowjetgeorgien und im Spiegel der schönen Literatur. In: Schriften der Albertus Universität Königsberg. Geisteswissenschaftliche Reihe. 14 (1938), S. 270–288
- Über die georgischen Handschriften in Österreich In: Wiener Zeitschrift für die Kunde des Morgenlandes. 47 (1940), S. 219–232